# Anne Leltz
Anne Leltz (15 oktober 1997) is een Nederlands marathonschaatsster.
In 2020 startte zij op de Nederlandse kampioenschappen schaatsen afstanden 2020 - Massastart vrouwen. Tot januari 2021 was Leltz actief bij de topdivisie schaatsploeg A6.nl.

## Records

### Persoonlijke records[3]
| Afstand    | Tijd    | Datum            | Baan       |
| ---------- | ------- | ---------------- | ---------- |
| 500 meter  | 43,66   | 14 oktober 2018  | Den Haag   |
| 1000 meter | 1.25,68 | 6 oktober 2018   | Heerenveen |
| 1500 meter | 2.10,83 | 29 november 2016 | Heerenveen |
| 3000 meter | 4.25,20 | 11 maart 2018    | Heerenveen |
| 5000 meter | 8.25,62 | 25 maart 2016    | Den Haag   |